# 1641 en philosophie
Chronologie de la philosophie
- 1637
- 1638
- 1639
- 1640
- 1641
- 1642
- 1643
- 1644
- 1645

L’année 1641 a été marquée, en philosophie, par les événements suivants :

## Publications
- Torquato Accetto :  (it) Della dissimulazione onesta, Naples, 1641

- Les Méditations métaphysiques (ou Méditations sur la philosophie première) sont une œuvre philosophique de René Descartes, parue pour la première fois en latin en 1641. Du point de vue de l'histoire de la philosophie, elles constituent l'une des expressions les plus influentes du rationalisme classique.

- Thomas Hobbes : Objectiones ad Cartesii meditationes, Objectiones tertiæ, (1641), dans Œuvres de Descartes, AT, IX-1, 133-152 et OL V, 249-274.

- Fortunio Liceti : De Lunae Subobscura Luce prope coniunctiones.

- Claude Pithoys : Traitté curieux de l'astrologie judiciaire, ou preservatif contre l'astromantie des genethliaques. ; Sedan : P. Jannon, 1641. (OCLC 26340183)

- Antoine Sandérus : Bibliotheca belgica manuscripta, 2 vol., Lille, 1641-3.